# Athetis beliastis
Athetis beliastis là một loài bướm đêm trong họ Noctuidae.